# Ахна
А̀хна (на гръцки: Άχνα; на турски: Düzce) е село в Кипър, окръг Фамагуста. Според статистическата служба на Република Кипър през 2001 г. селото има 1952 жители.
Де факто е под контрола на непризнатата Севернокипърска турска република.